# Hadaaftimo
Hadaaftimo (auch Hadaftimo geschrieben) ist ein Ort und ein Distrikt in der Region Sanaag im Norden Somalias mit etwa 2400 Einwohnern, die größtenteils dem Somali-Clan der Warsangeli angehören, einer Clanfamilie der Harti-Darod.
Das Gebiet wird sowohl vom de facto unabhängigen Khatumo, als auch vom de facto autonomen Puntland beansprucht.

## Geschichte und Politik
Die Wurzeln der Ansiedlung reichen Jahrhunderte zurück und die Stadt besitzt archäologische Stätten und historische Gebäude. Diese befinden sich jedoch überwiegend im Verfall.
Der Ort zählte zum Kerngebiet des ehemals sehr einflussreichen und vom 13. bis ins 19. Jahrhundert existierenden Warsangali Sultanat. Der Enkel und Erbe des letzten regierenden Sultan, 'Siciid Sultan Abdisalaan' betrachtet die Stadt heute als seinen Sitz.

### Die 'Erklärung von Hadaaftimo'
Im Jahr 1989, noch vor Ausbruch des somalischen Bürgerkriegs, besetzten Rebellen der Somalischen Nationalbewegung den Ort. Durch aktive Unterstützung der Bevölkerung konnte die Somalische Armee Hadaaftimo jedoch schnell wieder unter eigene Kontrolle bringen. Vier Jahre später, also nach zwei Jahren Bürgerkrieg, fand in der Stadt eine Konferenz statt, an der führende Warsangeli und auch Sultan Abdisalam beteiligt waren. Das Ergebnis war ein Versprechen, dass die Warsangeli keine Organisationen oder autonomen Verwaltungen anerkennen, sondern immer an der Einheit Somalias festhalten werden.

### Maakhir
Zwischen 2007 und 2009 zählte Hadaaftimo zum autonomen Teilstaat Maakhir, mit dessen Gründung der Warsangeli-Clan die Verwaltung des Gebiets selbst übernehmen wollte, weil ohne eine funktionierende Zentralregierung die staatliche Verwaltung schon vor Jahren zusammengebrochen war und auch um klarzustellen, dass die Region weiterhin am Gedanken eines gemeinsamen somalischen Staates festhalten wird und nicht bereit ist, als Teil von Somaliland an dessen Kampf um Unabhängigkeit mitzuwirken. Februar 2008 kam es zu einer Belagerung von Hadaaftimo durch Truppen aus Somaliland, die sich jedoch vor Eintreffen bewaffneter Verteidiger wieder zurückzogen.

### Situation heute
Die Zugehörigkeit ist heute (Oktober 2012) schwer zu beurteilen. Anfang 2009 schloss sich Maakhir offiziell an die autonome Republik Puntland an. Jedoch hat Somaliland seine Ansprüche nie aufgegeben und zwischenzeitlich wurde der Northland State of Somalia bzw. Khaatumo State of Somalia ausgerufen, mit Gebietsansprüchen weiter südlich, die aber auch tief in die Verwaltungsregion Sanaag hineinreichen.